# Rivetoile
El centro comercial Rivetoile es un complejo inmobiliario situado en las inmediaciones de la plaza de la Étoile en Estrasburgo, en el departamento del Bajo Rin.
El centro se emplaza sobre el antiguo terreno de muelles portuarios.

## Historia

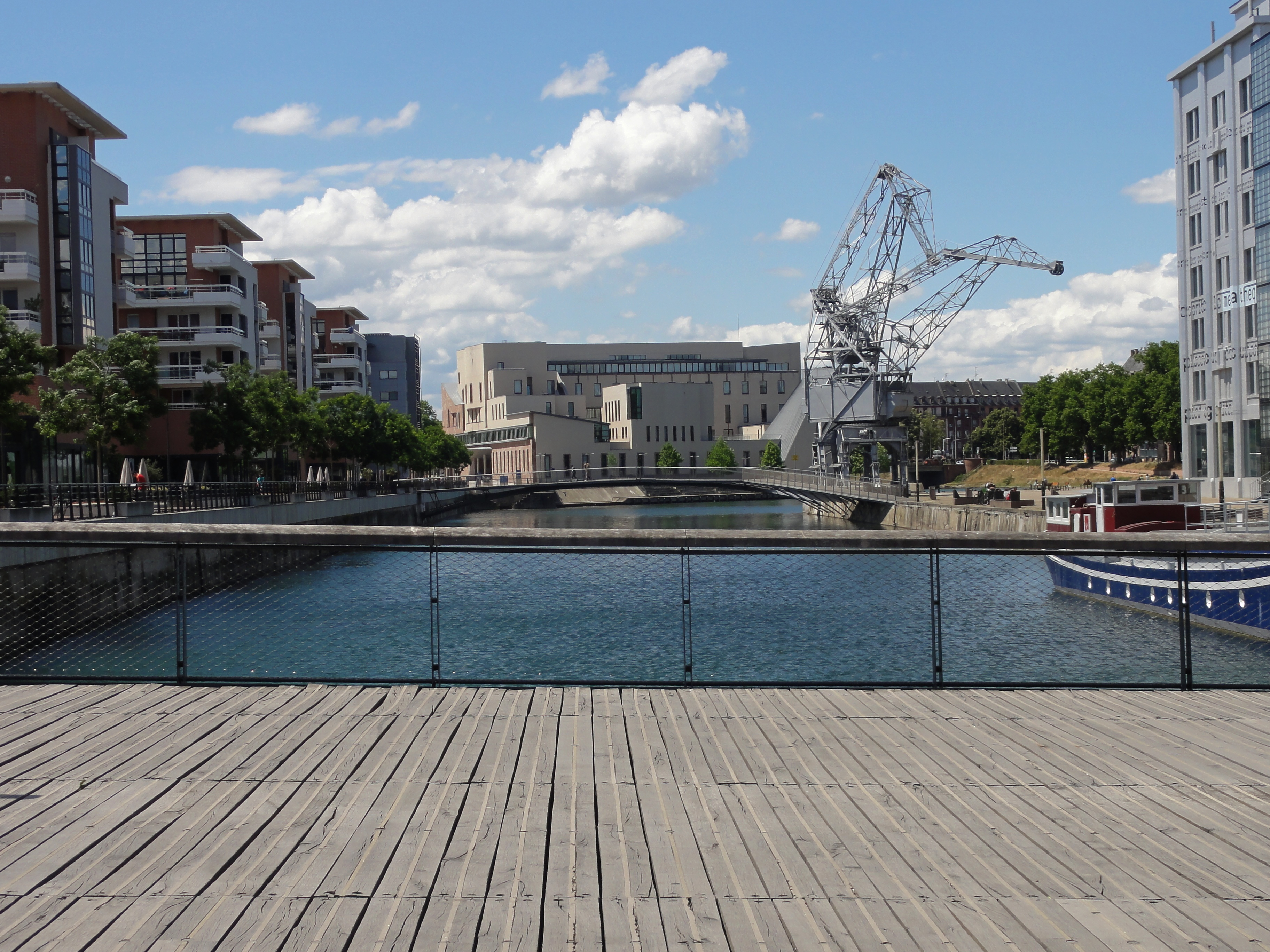
A la izquierda: Rivetoile, en el centro: la Cité de la Musique et de la Danse, a la derecha la mediateca.

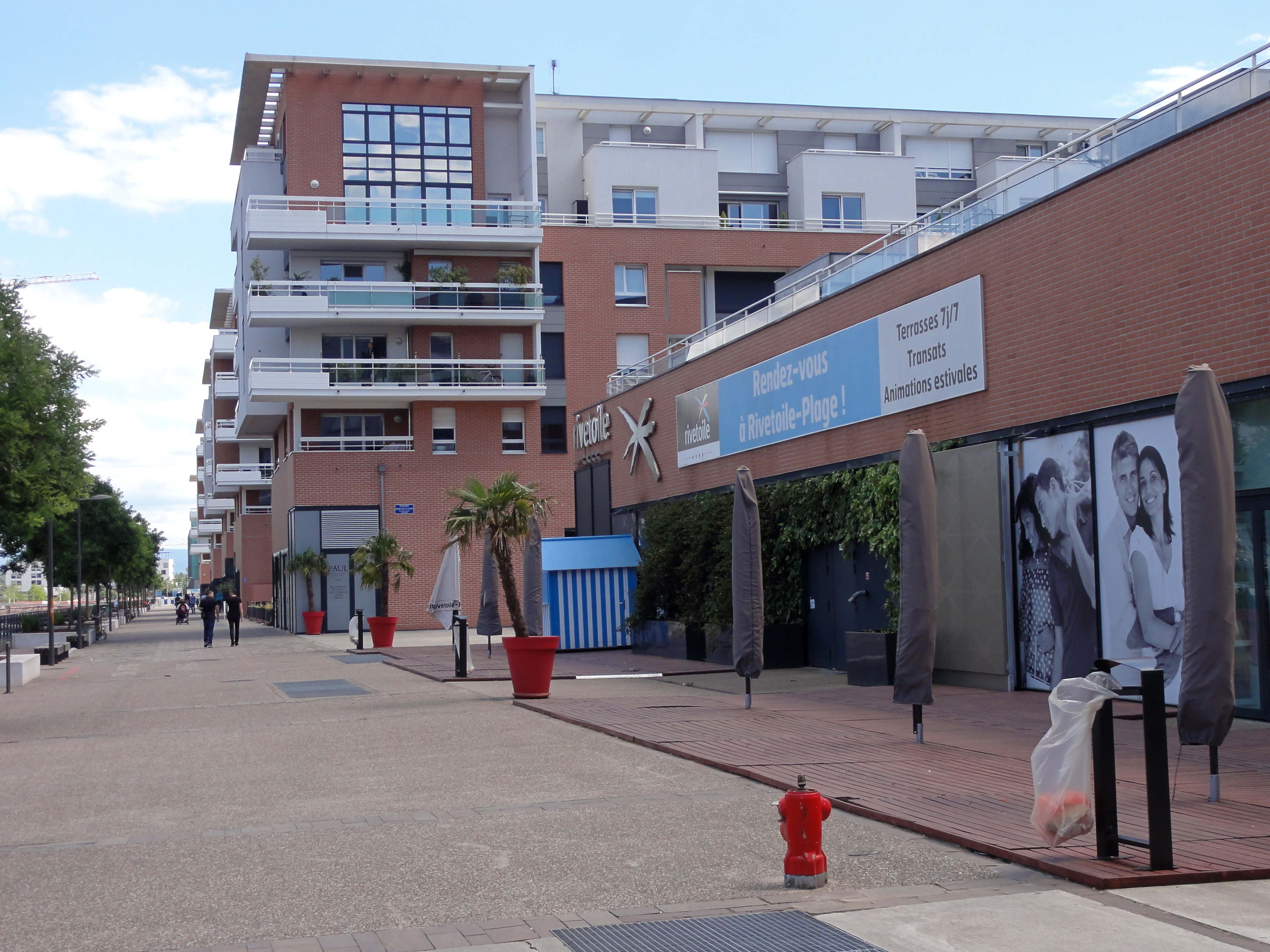
El centro, lado del muelle.

El proyecto, inicialmente denominado Fronts de Neudorf y posteriormente Les Passages de l’Étoile, estaba previsto originalmente en el centro de la plaza de la Étoile (actualmente convertida en parque público). Finalmente, Rivetoile se erigió a lo largo de la dársena Austerlitz, sobre un antiguo enclave de muelles industriales abandonado a finales de la década de 1980.
Aunque la iniciativa data de finales de los años ochenta, no fue hasta 2003 cuando se presentó un proyecto definitivo y la Société d'Équipement de la Région de Strasbourg (SERS) fue comisionada por la ciudad de Estrasburgo para su realización.
Tres entidades actuaron como promotoras del proyecto:
- SERS: responsable de un aparcamiento de 1500 plazas, un edificio de oficinas y otro de viviendas;
- Unibail-Rodamco: 38000m² destinados a comercios (el centro comercial propiamente dicho);
- Spiral & Weller: cuatro inmuebles residenciales y dos edificios de oficinas.

El centro comercial fue inaugurado el 1 de octubre de 2008 (apertura al público el 2 de octubre de 2008), mientras que el conjunto inmobiliario y las oficinas se fueron entregando progresivamente hasta comienzos de 2009. El complejo se integra en un entorno urbano moderno y rehabilitado, con equipamientos periféricos como la mediateca André-Malraux, el antiguo astillero Seegmuller, la ciudad de la música y la danza, y el cine UGC Ciné Cité Strasbourg.
El Ayuntamiento de Estrasburgo pretendía convertir este barrio en un nuevo corazón urbano, conservando al mismo tiempo la atmósfera industrial y rememorando el pasado portuario del lugar. De hecho, las antiguas grúas de carga se han preservado como testimonio histórico y se erigen frente al centro.
Desde el 23 de abril de 2012, Rivetoile alberga la Plage digitale, el primer espacio de ‘coworking’ de Estrasburgo, con un open space de 30 puestos, salas compartidas y cinco empresas residentes.
En diciembre de 2014, el centro comercial pasó a ser propiedad de Wereldhave, sociedad inmobiliaria de origen neerlandés.
En el mismo año, Rivetoile registró una cifra de negocios de 100 millones de euros.
En 2021, Wereldhave vendió el centro a Lighthouse Capital Limited.

## El centro comercial

### Número de visitantes
En la inauguración se confió en la proximidad con la región de Ortenau y en el atractivo de Leclerc para atraer visitantes. El primer sábado de apertura recibió 47 000 visitantes, superando todas las estimaciones iniciales.
Aunque las dos primeras campañas (2010) mostraron un arranque más lento —4,2 millones de visitantes—, atribuido a la ubicación algo periférica, la facturación de la mayoría de los operadores ha crecido de manera constante.
El centro seduce especialmente a usuarios sin vehículo y a estudiantes residentes en el barrio. La Asociación de Comerciantes, Artesanos y Minoristas de Neudorf aspira a atraer a un público más amplio en toda el área metropolitana de Estrasburgo y en la cercana Kehl. En 2012, aproximadamente el 20 % de la clientela procedía de Alemania.

### Actividades de animación

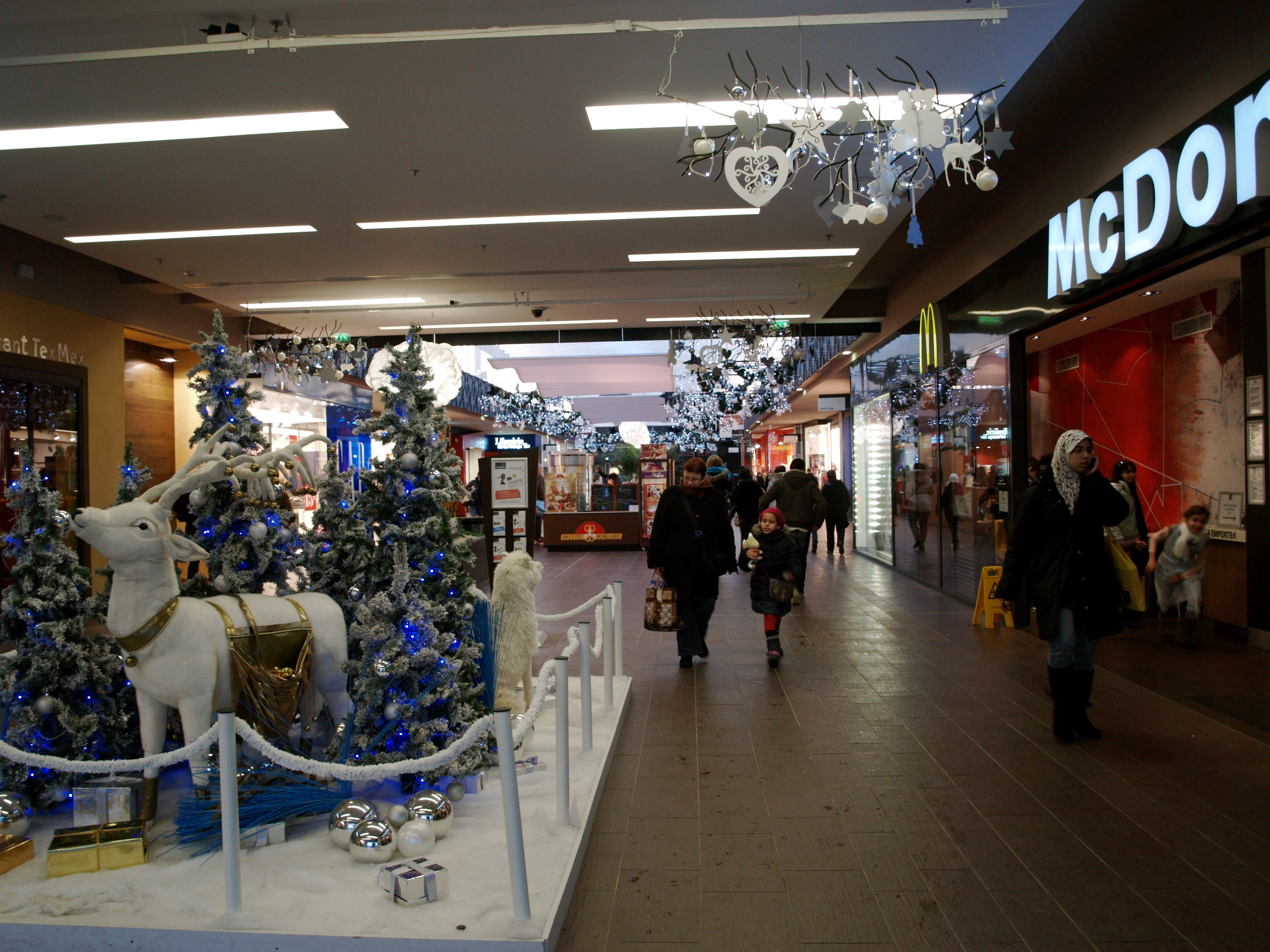
Interior del centro en época navideña.

Regularmente se organizan demostraciones de productos y actividades de animación dirigidas al público.
Además de las tiendas, Rivetoile ofrece diversos servicios: conexión Wi‑Fi, zona de juegos infantiles, préstamo de cochecitos de bebé, entre otros.

### Firmas
En su apertura contaba con 5 restaurantes y 85 establecimientos comerciales, siendo el supermercado E.Leclerc el mayor de todos. Varias marcas disponen de exclusivas en el centro y algunos restaurantes disfrutan de terrazas exteriores a orillas del agua y permanecen abiertos toda la semana.
Asimismo, alberga la sede de la Caisse d’Épargne Grand Est.

## Residencia Rives de l’Étoile
Sobre el centro comercial se sitúa un conjunto residencial de apartamentos construido en la misma época.

## Acceso

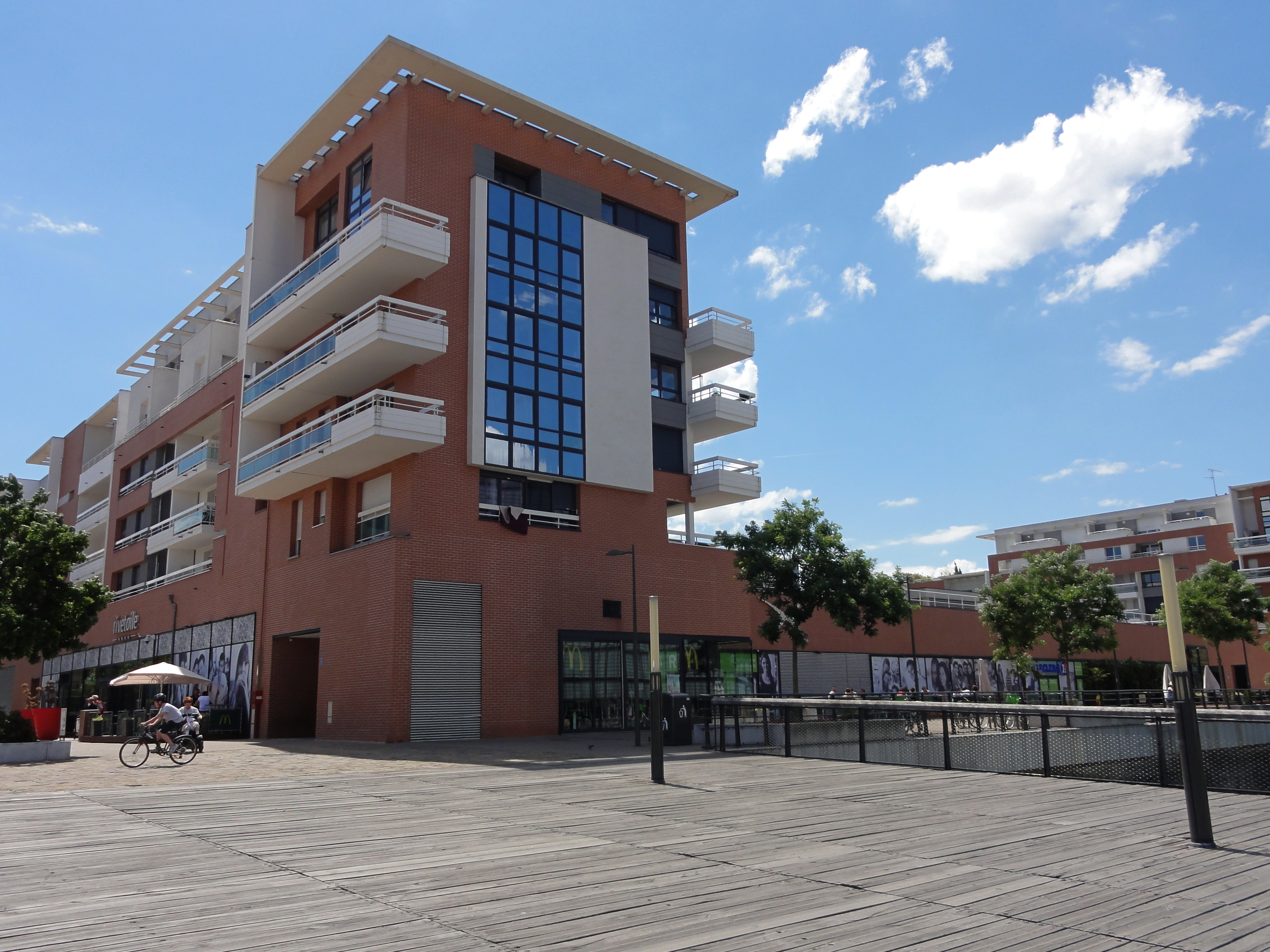
Entrada por el lado UGC Ciné Cité.

Rivetoile es accesible en coche por la antigua carretera nacional 4 (ruta del Rhin), que bordea el conjunto. Dispone de un aparcamiento subterráneo de 1150 plazas, accesible únicamente desde la RN 4. El centro está servido por las líneas de tranvía A y D (estación Étoile Bourse) y por las líneas C y E (estación Winston Churchill).
Las líneas de autobús C1 y C8 de la CTS llegan al mismo punto (parada Étoile Bourse).
El Bus de Alto Nivel de Servicio G conecta directamente la estación central con Rivetoile (parada Presqu’île André Malraux).